# Ymer Ø
Ymer Ø ist eine grönländische Insel im Nordost-Grönland-Nationalpark. Sie ist die viertgrößte Insel Grönlands.

## Geografie

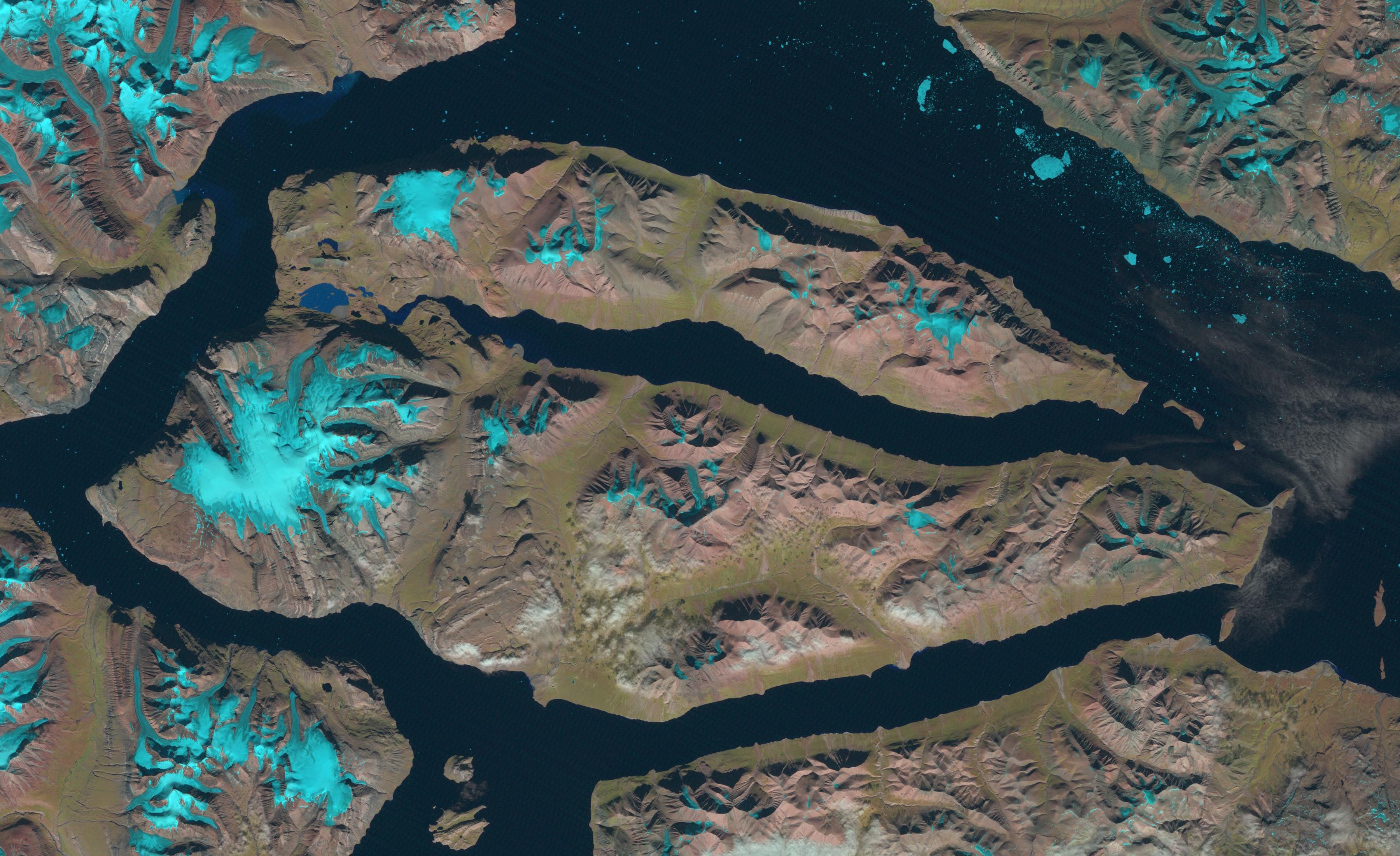
Landsat-Bild (10. August 2006)

Die Insel liegt an der grönländischen Ostküste in der Grönlandsee. Sie befindet sich etwa 300 km nördlich von Ittoqqortoormiit. Im Südosten grenzt sie der Sofia Sund von Geographical Society Ø ab. Im Südwesten liegt der Antarctic Sund zwischen Ymer Ø und Suess Land. Im Westen verläuft der Kejser Franz Joseph Fjord, auf dessen gegenüberliegender Seite sich das zum Festland gehörige Andrée Land befindet. Im Norden verläuft ebenfalls der Kejser Franz Joseph Fjord zwischen Ymer Ø und Gauss Halvø. Die gebirgige Insel hat eine markante Form, da sie durch den rund 65 km langen Dusén Fjord auf beinahe voller Breite in zwei Hälften geteilt wird, die nur durch eine etwa 7,5 km breite Landenge im Westen verbunden sind, welche selbst aber zur Hälfte durch den Noa Sø ausgefüllt wird. Der kleinere Nordteil der Doppelinsel heißt nach dem schwedischen Botaniker und Geografen Carl Filip Gunnar Andersson Gunnar Andersson Land. Am Ausgang des Dusén-Fjords zwischen Kap Graah und Kap Wijkander liegen in Verlängerung von Gunnar-Andersson-Land zwei kleine Inseln, die Vinterøer. Die Insel hat eine maximale Ausdehnung von rund 90 km in West-Ost-Richtung und rund 43 km in Nord-Süd-Richtung. Ihre Fläche wird mit 1970 km², 2418,7 km² oder 2437,0 km² angegeben. Der höchste Punkt wird mit 1802 m oder 1900 m angegeben und befindet sich im vergletscherten Südwesten der Insel.

## Geschichte
Die Insel wurde während der Schwedischen Grönlandexpedition 1899 unter Alfred Gabriel Nathorst benannt. Der Name bezieht sich auf die schwedische wissenschaftliche Zeitschrift Ymer, die Nathorst seit 1895 redigierte.
Auf der Insel befinden sich einige norwegische und dänische Jagdhütten aus den 1920er bis 1950er Jahren.
1931 fand der schwedische Paläontologe Gunnar Säve-Söderbergh auf der Insel die ersten bekannten Fossilien des frühen Landwirbeltiers Ichthyostega.